# Oitavén (Fornelos de Montes)
Oitavén (oficialmente San Vicente de Oitavén) es una parroquia española del municipio de Fornelos de Montes, perteneciente a la provincia de Pontevedra, en la comunidad autónoma de Galicia. En 2023, tenía empadronados 166 habitantes.